# Rob Woestenborghs
Rob (Robert) Woestenborghs né le 30 août 1976 à Turnhout en Belgique est un duathlète professionnel belge, double champion du monde et champion d'Europe de duathlon.

## Biographie

### Jeunesse
Rob Woestenborghs né à Turnhout et grandit à Vosselaar commence sa carrière sportive par l'athlétisme et parvient à se qualifier pour les championnats du monde juniors de cross-country. Il commence à se concentrer sur le cyclisme et participe aussi à diverses compétitions, en particulier en duathlon. 

### Carrière en duathlon
Rob Woestenborghs remporte le championnat de Belgique de duathlon et s'engage sur le circuit international ou il connait plusieurs victoires.  Son premier grand succès en remportant les championnats du monde de duathlon à Rimini en Italie en 2008, mais il doit attendre pour l'attribution du titre pendant un an. Sur le parcours de vélo, il entre en collision avec son compatriote Jurgen Dereere. Il termine premier devant Paul Amey mais est disqualifié avec Jurgen Dereere pour conduite dangereuse, ce dernier ayant émis une protestation à la suite d'une chute due à une manœuvre malencontreuse de Rob Woestenborghs. Le jury décide de disqualifier les deux duathlètes pour « comportement anti-sportif », le titre est alors attribué à Paul Amey. Sa disqualification est annulée en octobre 2009 par la Tribunal arbitral du sport qui a été saisi et la Fédération internationale de triathlon rétablit alors le classement original, lui attribuant finalement le titre de champion du monde 2008.

### Accident sportif
En 2009, il s'engage temporairement au sein de l'équipe bulgare de cyclisme sur route, la Cycling Club Bourgas avec laquelle il participe à des compétitions de l'UCI. À la suite d'une lourde chute à vélo lors d'une compétition cycliste, il est gravement blessé. Cet accident l'oblige à une longue pause de rétablissement, met un terme à son engagement dans le cyclisme professionnel et compromet la continuité de sa carrière sportive en général. Après une difficile réhabilitation, il s'engage de nouveau sur des compétitions de duathlon en 2010. 

### Retour à la compétition
En 2012, avec une deuxième place au Powerman Duathlon de Zofingue en Suisse il remonte dans la hiérarchie des duathlètes et en 2013, il réalise un doublé, en remportant les championnats du monde de duathlon courte et longue distance. Il est en 2015, le seul duathlète avec Benny Vansteelant a remporter les deux titres la même année. Il participe également aux Jeux mondiaux où il remporte la médaille d'or.

### Vie privée et professionnelle
Rob Woestenborghs est ostéopathe de formation, il est le père de deux enfants.

## Palmarès
Les tableaux présentent les résultats les plus significatifs (podium) obtenus sur le circuit national et international de duathlon depuis 2006,.
| Année | Compétition                                       | Pays        | Position           | Temps           |
| ----- | ------------------------------------------------- | ----------- | ------------------ | --------------- |
| 2015  | Championnats d'Europe de duathlon longue distance | Pays-Bas    | Médaille de bronze | 2 h 27 min 0 s  |
| 2014  | Championnats d'Europe de duathlon longue distance | Pays-Bas    | Médaille d'or      | 2 h 43 min 34 s |
| 2014  | Championnats d'Europe de duathlon                 | Autriche    | Médaille d'or      | 1 h 51 min 48 s |
| 2013  | Powerman Duathlon Zofingen                        | Suisse      | Médaille d'or      | 6 h 21 min 39 s |
| 2013  | Championnats du monde de duathlon longue distance | Suisse      | Médaille d'or      | 6 h 21 min 39 s |
| 2013  | Championnats d'Europe de duathlon longue distance | Pays-Bas    | Médaille d'argent  | 2 h 40 min 40 s |
| 2013  | Championnats du monde de duathlon                 | Colombie    | Médaille d'or      | 1 h 43 min 39 s |
| 2012  | Powerman Duathlon Zofingen                        | Suisse      | Médaille d'argent  | 6 h 12 min 34 s |
| 2012  | Championnats du monde de duathlon longue distance | Suisse      | Médaille d'argent  | 6 h 12 min 34 s |
| 2010  | Championnats d'Europe de duathlon                 | Royaume-Uni | Médaille d'argent  | 1 h 50 min 23 s |
| 2010  | Championnats de Belgique                          | Belgique    | Médaille d'or      | 1 h 47 min 49 s |
| 2008  | Championnats du monde de duathlon                 | Italie      | Médaille d'or      | 1 h 47 min 37 s |
| 2007  | Championnats d'Europe de duathlon                 | Royaume-Uni | Médaille d'argent  | 1 h 56 min 53 s |
| 2006  | Championnats du monde de duathlon                 | Canada      | Médaille de bronze | 1 h 51 min 5 s  |